# Valnötsmunia
Valnötsmunia (Lonchura ferruginosa) är en fågel i familjen astrilder inom ordningen tättingar.

## Utseende och läte
Valnötsmunian är en vacker liten fågel, med lysande vitt huvud, svart haklapp, silverblå näbb och djupt kastanjebrun kropp. Den liknar vithuvad munia, men är mycket mörkare, med kontrasterande mörkt på strupe och bröst. Det vanligaste lätet är en serie med parvisa visslingar.

## Utbredning och systematik
Fågeln förekommer i låglandet på Java och Bali. Den behandlas som monotypisk, det vill säga att den inte delas in i några underarter. Den betraktas ibland som underart till trefärgad munia (Lonchura malacca).

## Levnadssätt
Valnötsmunian hittas i risfält, våtmarker och gräsmarker, ofta i stora flockar med andra munior.

## Status
Arten har ett stort utbredningsområde och beståndet anses stabilt. Internationella naturvårdsunionen IUCN listar den därför som livskraftig (LC).